# Parena
Parena is een geslacht van kevers uit de familie van de loopkevers (Carabidae). De wetenschappelijke naam van het geslacht is voor het eerst geldig gepubliceerd in 1859 door Motschulsky.

## Soorten
Het geslacht Parena omvat de volgende soorten:
- Parena africana (Alluaud, 1917)
- Parena albomaculata Habu, 1979
- Parena alluaudi Jeannel, 1949
- Parena amamiooshimensis Habu, 1964
- Parena andrewesi Jedlicka, 1934
- Parena bicolor Motschulsky, 1859
- Parena cavipennis (Bates, 1873)
- Parena circumdata Shibata, 1987
- Parena dorae Basilewsky, 1955
- Parena dorsigera (Schaum, 1863)
- Parena fasciata (Chaudoir, 1872)
- Parena ferruginea (Chaudoir, 1978)
- Parena formosana Ohkura, 1978
- Parena hastata (Heller, 1921)
- Parena kataevi Kirschenhofer, 2006
- Parena koreana Kirschenhofer, 1994
- Parena kunmingensis Kirschenhofer, 1996
- Parena kurosai Habu, 1967
- Parena laesipennis (Bates, 1873)
- Parena latecincta (Bates, 1873)
- Parena levata Andrewes, 1931
- Parena madagascariensis (Alluaud, 1917)
- Parena malaisei (Andrewes, 1947)
- Parena mellea (Chaudoir, 1872)
- Parena monostigma (Bates, 1873)
- Parena monticola Shibata, 1987
- Parena nantouensis Kirschenhofer, 1996
- Parena nepalensis Kirschenhofer, 1994
- Parena nigrolineata (Chaudoir, 1852)
- Parena obenbergeri Jedlicka, 1952
- Parena obscura Mateu, 1977
- Parena pendleburyi Andrewes, 1931
- Parena perforata (Bates, 1873)
- Parena picea (W.J.MacLeay, 1871)
- Parena plagiata Motschulsky, 1864
- Parena politissima (Chaudoir in Oberthur, 1883)
- Parena quadrisignata Mateu, 1977
- Parena rubripicta Andrewes, 1928
- Parena rufotestacea Jedlicka, 1934
- Parena schillhammeri Kirschenhofer, 2006
- Parena sellata (Heller, 1921)
- Parena shapingensis Xie & Yu, 1993
- Parena sticta (Andrewes, 1947)
- Parena stigmatica (Fairmaire, 1899)
- Parena sulawesiensis Kirschenhofer, 2006
- Parena tesari (Jedlicka, 1951)
- Parena testacea (Chaudoir, 1872)
- Parena tripunctata (Bates, 1873)
- Parena wrasei Kirschenhofer, 2006
- Parena yunnana Kirschenhofer, 1994